# Bethesda (Maryland)
Bethesda é uma região censo-designada localizada no estado americano de Maryland, no Condado de Montgomery. O seu nome provém de uma igreja fundada no século XIX que por sua vez tomara o nome do Tanque de Betesda, referido nas escrituras bíblicas.

## Demografia
Segundo o censo americano de 2000, a sua população era de 55.277 habitantes.

## Geografia
De acordo com o United States Census Bureau, a localidade tem uma área de 34,1 km², dos quais 34,0 km² cobertos por terra e 0,1 km² cobertos por água.

## Localidades na vizinhança
O diagrama seguinte representa as localidades num raio de 4 km ao redor de Bethesda. 